# The Imitation Game (Desxifrant l'Enigma)
The Imitation Game (Desxifrant l'Enigma) (títol original en anglès The Imitation Game) és un drama històric de 2014 sobre el criptògraf Alan Turing, figura clau en el desxifrat de la màquina Enigma durant la Segona Guerra Mundial, que més tard va ser perseguit per la seva homosexualitat. La pel·lícula és protagonitzada per Benedict Cumberbatch i dirigida per Morten Tyldum. El guió de Graham Moore es va basar en la biografia Alan Turing: The Enigma d'Andrew Hodges i era en la Llista Negre de Hollywood dels millors guions sense produir del 2011. The Weinstein Company va adquirir la pel·lícula per 7 milions de dòlars el febrer de 2014, el preu més alt mai pagat pels drets de distribució als Estats Units d'una pel·lícula europea. S'ha doblat al català.
The Imitation Game es va estrenar al Telluride Film Festival el 29 d'agost de 2014 arribant a les cartelleres cinematogràfiques el 14 de novembre del mateix any. La cinta va tenir un gran èxit comercial i de crítiques esdevenint la pel·lícula independent que més ingressos va obtenir el 2014. Va estar nominada a vuit categories dels Premis Oscar de la temporada, incloent l'Oscar a la millor pel·lícula, l'Oscar al millor director (Tyldum), l'Oscar al millor actor (Cumberbatch) i l'Oscar a la millor actriu secundària (Keira Knightley). Va guanyar-ne el premi pel millor guió adaptat i també va aconseguir cinc nominacions als Globus d'Or i nou als BAFTA. A més, va participar en el Festival Internacional de Cinema de Toronto on va guanyar el Premi del Públic.

## Argument
La pel·lícula explica la carrera a contra-rellotge d'Alan Turing (Benedict Cumberbatch) i el seu equip de desxifratge de codis en el seu intent per trencar el xifratge de la màquina Enigma de l'Alemanya Nazi en la secreta Seu General de Comunicacions del Govern del Regne Unit, ubicada a la finca de Bletchley Park durant els dies més foscos de la Segona Guerra Mundial. L'equip de desxifratge, format per un grup heterogeni d'acadèmics, matemàtics, lingüistes, campions d'escacs i oficials d'intel·ligència, tenia un gran aliat en el primer ministre Winston Churchill, que els va donar «xec en blanc», autoritzant per avançat qualsevol recurs que necessitessin.
La pel·lícula abasta els períodes claus de la vida de Turing: els seus anys d'adolescent infeliç en un internat, el triomf del seu treball secret durant la guerra en la construcció del revolucionari «bombe» electromecànic, que va ser capaç de trencar 3000 codis navals generats per Enigma, i la tragèdia de la seva caiguda en desgràcia durant la postguerra, després de la seva condemna per «indecència greu» després d'admetre d'haver tingut relacions homosexuals, un fet que poc temps després va deixar de ser delicte.

## Repartiment
- Benedict Cumberbatch: Alan Turing
- Keira Knightley: Joan Clarke[4]
- Matthew Goode: Hugh Alexander[5]
- Rory Kinnear: Detectiu Nock[6]
- Allen Leech: John Cairncross[7]
- Mark Strong: Stewart Menzies[8]
- Charles Dance: Cdr. Denniston
- Matthew Beard: Peter Hilton[9]
- Alex Lawther: Turing de jove
- Jack Bannon: Christopher Morcom
- Tuppence Middleton: Helen

## Producció
Abans que Cumberbatch s'unís al projecte, Warner Bros. va comprar el guió per una suma feta pública de 7 xifres, ja que Leonardo DiCaprio estava interessat a interpretar a Turing. Al final, DiCaprio es va fer enrere i els drets del guió van retornar al seu autor. Com a conseqüència, Black Bear Pictures es va apuntar a finançar la pel·lícula per 14 milions de dòlars. Diversos directors van ser considerats per a la producció, incloent-hi Ron Howard i David Yates. Finalment, el desembre de 2012, es va anunciar que el director de Headhunters, Morten Tyldum, s'encarregaria del projecte que va ser el seu primer film en anglès.
El rodatge va començar el 15 de setembre de 2013 a Anglaterra. Les localitzacions del rodatge incloïen l'antiga escola de Turing, Sherborne; Bletchley Park, on Turing i els seus companys van estar treballant durant la guerra; i l'escola Central St Martin's de l'Art Campus de Southampton Row de Londres. Altres localitzacions incloïen pobles d'Anglaterra com Nettlebed (Joyce Grove a Oxfordshire) i Chesham (Buckinghamshire). Algunes escenes també es van filmar al Bicester Airfield i fora del Law Society Building de Chancery Lane. El rodatge es va acabar l'11 de novembre de 2013.
"Alan Turing: L'enigma" d'Andrew Hodges va servir com a inspiració principal del guió d'aquesta pel·lícula. El llibre havia servit prèviament com a material d'origen per Breaking the Code (1996) i Codebreaker (2011).
Les escenes del jove Alan durant els seus dies escolars van ser filmades a l'Escola Sherborne, on Alan va ser educat entre 1926 i 1931. Molts dels extres que interpretaven els nois de l'escola eren alumnes de l'escola en el moment del rodatge.
La part del film en què Turing espera durant la nit que la màquina deixi de calcular podrien ser una referència al seu treball anterior sobre el "Problema de parada". En 1936, Turing havia demostrat que no hi ha una manera universal per a un ordinador de determinar si un programa donat s'aturarà o continuarà per sempre, excepte executant-lo per esbrinar-ho.
La pel·lícula fa referència a la forma en la què Alan Turing es va treure la vida: mitjançant una poma enverinada de cianur. En una escena, quan la policia visita per primera vegada la seva casa, Turing (Benedict Cumberbatch) está recollint pols de cianur. Una altra escena, on en un rar cas de bondat en el film, Turing dona a cada membre del seu equip una poma; es fa referència a la poma mig menjada que va ser descoberta al llit de Turing quan es va trobar el seu cos. Encara que la poma mai va ser provada, es va especular que aquest era el mètode que Turing utilitzava per administrar el cianur.
Benedict Cumberbatch va confessar que en una de les escenes finals de la pel·lícula, no podia deixar de plorar i va tenir una ruptura emocional. Ell va dir que se sentia com “un actor o una persona que s'havia tornat increïblement aficionat al personatge i pensava el que havia patit i com això l’hauria afectat".
The Weinstein Company va adquirir la pel·lícula per 7 milions de dòlars el febrer de 2014, el preu més alt mai pagat pels drets de distribució als Estats Units al mercat cinematogràfic europeu. La cinta també va rebre el Fons Sloan del Festival de Cinema de Tribeca que garanteix als cineastes finançament i guiatge a aquelles pel·lícules innovadores i dedicades a la ciència, matemàtica i tecnologia.

### Disseny
Maria Djukovic va subvertir l'habitual drama de la Segona Guerra Mundial mantenint-se fidel a l'esperit de la vida problemàtica de Turing: la història d'un foraster i la celebració de ser diferent perquè va superar la màquina de codis Enigma nazi mitjançant la construcció del primer ordinador, només per ser castigat una dècada més tard pel codi homòfob anglès. "Per a mi, és important trobar una estètica per a la pel·lícula que provi la realitat en lloc d'imposar-li alguna cosa", explica Djukovic.
Gràcies a un dibuix que tenia una qualitat gràfica tan gran: un anell vermell i una taca negra amb diverses anotacions, la geometria, l'ús del vermell, va desencadenar un esclat d'inspiració creativa. Segons Djukovic, tots els dibuixos que veiem a les parets de la seva casa de Manchester es basen en l'obra de Turing. El que també va ser interessant per a Djukovic va ser l'existència de dibuixos reals de Turing per als seus dissenys de màquines. Segons ella, són molt bàsics; paper de notes quadrades amb cercles escrits i amb totes les petites marques. Van utilitzar-los per a la base d'una escena al Hut 8. El color vermell s’infon també en la pel·lícula, sobretot l'ordinador de Turing, la bomba (o "Christopher", anomenat com el primer amor de Turing quan era jove a l'internat).
El bombe utilitzat en la pel·lícula està basat en una rèplica d'una màquina original de Turing que està conservada al museu de Bletchley Park. Tanmateix, la dissenyadora de producció, Maria Djurkovic, va admetre que el seu equip havia fet la màquina més cinematogràfica construint-la més llarga i amb més mecanismes interns visibles.
Djurkovic va voler que els fons de la casa d'Alan Turing fossin codis, amb punts i línies. "És molt subtil, però ella (Djurkovic) està tractant de definir al personatge", va dir el director Morten Tyldum.

### Vestuari
La dissenyadora de vestuari Sammy Sheldon Differ va començar de zero amb una camisa de xec que Turing portava en una fotografia de principis dels anys 50. Era un look icònic i el va utilitzar com a referència pel vestuari complet del personatge de Turing al film. Va buscar una tela que coincidís amb la fotografia. El mateix va fer amb la corbata i la textura de la jaqueta. "Turing era conegut per ser una mica excèntric quan vivia a Manchester portant pijames de xec i abrics", recorda Differ. “Voliem jugar amb això, pero després Morten (el director) i jo van pensar que seria una mica enganyós. Així que vam retirar la idea. Turing estava massa absort en la seva investigació matemàtica per preocupar-se per la seva roba.”
Tan Benedict Cumberbatch com Alex Lawther, qui va interpretar la versió jove de Turing, van portar dentadures dentals a la pel·lícula que eren còpies exactes del mateix conjunt de dents falses que portava Alan Turing. Algunes de les peces que porta el personatge de Turing tenen patrons geomètrics lineals, donant a conèixer el seu futur treball en enginyeria informàtica.

### Cinematografia
El director de fotografia Óscar Faura volia aconseguir una pel·lícula realista i visualment atractiva sense estar massa estilitzada. "L'estructura de la pel·lícula no és lineal", subratlla Faura. "Canvia d'un període a un altre, de manera que l'aspecte hauria de ser diferent, però sense fer un gran salt visual amb el canvi de període. La història comença a Manchester als anys 50. Volíem que aquesta fos la part més trista, visualment parlant. Utilitzem tons grisos i colors dessaturats. Vam remullar els carrers, vam fer servir pluja artificial i vam evitar el sol quan estàvem a la ubicació. Els anys 30, durant l'adolescència de Turing i el seu primer amor, vam pensar fer un tractament més brillant dels colors, on la llum del sol estaria més present per poder evocar la innocència d'aquells anys com a jove estudiant.”
"La història del període de guerra, durant els anys 40, va ser la història principal. Morten volia allunyar-se del tractament convencional de color durant un període de guerra. El departament d'art i vestuari va portar colors vius que trencaven amb el clixé dels colors ocre i marró que normalment es veuria en aquest tipus de pel·lícules", diu Faura.
Les lleis durant la Segona Guerra Mundial a Anglaterra obligaven a apagar tots els llums a la nit per evitar punts de llum que poguessin guiar el bombardeig alemany. Les finestres havien de ser bloquejades, els cotxes conduïen amb els llums coberts i els llums de la ciutat s’apagaven a la nit. Aquesta cosa en particular, que s'havia de reflectir a la pel·lícula per ser precisos, era una altra dificultat que s'havia d'afegir als rodatges nocturns a la ubicació perquè no hi havia cap font de llum que es pogués utilitzar per justificar la font de llum de la gravació.

### Edició
L'editor guanyador d'un Oscar Billy Goldenberg va insistir en el fet que van sentir una responsabilitat aclaparadora de fer justícia a la vida de Turing. "Em sembla molt gratificant treballar. Hi ha alguna cosa a tenir en compte que és que això realment va passar. Teníem una obsessió per fer-ho bé, no només perquè el públic s'involucri i estimi la pel·lícula, sinó per a la gent que el va conèixer i dir que el film està en l'esperit de com va passar".

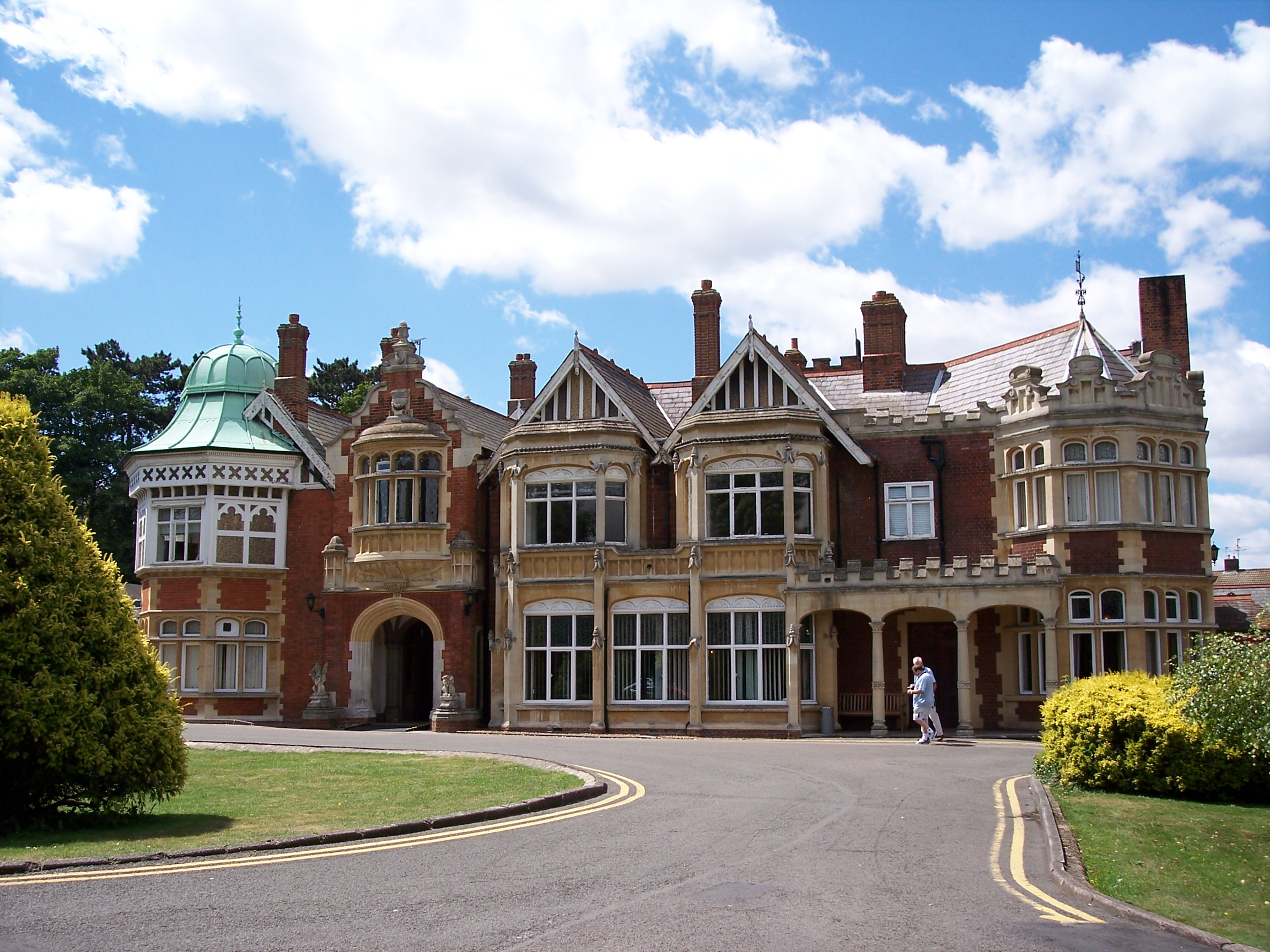
Bletchley Park, "la seu dels criptoanalistes" on es va rodar part de la pel·lícula.

## Recepció
La pel·lícula ha rebut crítiques positives que elogien particularment l'actuació del protagonista, Benedict Cumberbatch, com a Turing. Actualment compta amb un índex d'aprovació del 92% al lloc web Rotten Tomatoes, amb una puntuació mitja de 7,4/10 basada en 27 opinions. A Metacritic, que assigna una qualificació sobre 100, el film disposa de 71 punts basats en 9 opinions.
Kaleem Aftab, de The Independent, va donar a la pel·lícula una puntuació de cinc estrelles, aclamant-la com «la millor pel·lícula de l'any». Lou Lumenick, del New York Post, la va descriure com «una apassionant pel·lícula mereixedora d'un Òscar», mentre que el crític James Rocchi va afegir que el film és «fort, agitador, commovedor». Peter Debruge, de Variety, va declarar que la pel·lícula esta «molt ben escrita, muntada de manera elegant i interpretada de forma commovedora». A més, també es van dirigir un gran nombre de lloances envers l'actuació de Keira Knightley com a Joan Clarke, al muntatge de William Goldenberg, a la música d'Alexandre Desplat, a la fotografia d'Òscar Faura i al disseny de producció de Maria Djurkovic. El film va ser també rebut amb entusiasme al Festival de Cinema de Telluride i va guanyar el «Premi del Públic a la Millor Pel·lícula» al Festival de Cinema de Toronto
La interpretació de Turing realitzada per Cumberbatch va ser universalment aclamada. El crític Clayton Davis, per exemple, va indicar que és «una interpretació antològica... que demostra que és un dels millors actors dels nostres dies». Foundes, de Variety, va declarar que la actuació de Cumberbatch és «magistral... una meravella de veure». D'altra banda, Manohla, de The New York Times, la va descriure com a «delicadament matissada, espinosa y tràgica», i Owen Gleiberman, de la BBC, la va proclamar «una perfecció adaptada emocionalment». Els crítics també van senyalar que es tracta del millor rendiment de Cumberbatch en la seva carrera d'actor fins al moment.
Malgrat lloar les actuacions de Cumberbatch i Knightley, Catherine Shoard, de The Guardian, va declarar que el film és «massa formulista, massa eficient en simplement arrossegar-te i assegurar-se que has enregistrat el missatge de la diversitat». D'altra banda, Tim Robey, de The Telegrapgh, la va descriure com «una pel·lícula sobre una calculadora humana que se sent... una mica massa calculada». Alguns crítics també han expressat la seva preocupació per la manca d'escenes sexuals que fessin evident i destaquéssin l'homosexualitat de Turing.

## Acció social
El gener de 2015, Cumberbatch, l'humorista-actor Stephen Fry, el productor Harvey Weinstein i la bisneeta de Turing, Rachel Barnes, van llançar una campanya per indultar els 49.000 homes homosexuals condemnats a la castració química que el propio Turning va patir a causa de la llei del moment.
Una carta oberta publicada a The Guardian instava al govern britànic i a la família reial, particularment a la Reina Isabel II i el duc i la duquessa de Cambridge, a col·laborar en la campanya.
Chad Griffin, activista a favor de la Campanya pels Drets Humans, també va donar el seu suport, dient: "Més de 49.000 homes i dones homosexuals van ser perseguits a Anglaterra sota la mateixa llei. Turing va ser indultada per la reina Isabel II el 2013. Els altres no. Honra aquesta pel·lícula. Honra a aquest home. I honreu el moviment per fer justícia als altres 49.000 ". Van ajudar a la causa diferents personalitats defensores del moviment LGBT, com Peter Tatchell, la revista Attitude, i altres figures de gran renom dins la comunitat gay.
El febrer de 2015, Matt Damon, Michael Douglas, Jessica Alba, Bryan Cranston i Anna Wintour, entre d'altres, es van unir a la petició a Pardon49k.org per exigir indults per a les víctimes de les lleis anti-homosexuals. Els historiadors, inclosos Justin Bengry, de la Universitat Birkbeck de Londres, i Matt Houlbrook, de la Universitat de Birmingham, van argumentar que aquest indult seria una "mala història" malgrat el seu atractiu polític, a causa de la gran varietat de casos en què s'han aplicat les lleis històriques incloent casos de violació) i la distorsió de la història resultant d’un intent de neteja de les faltes de les evidències del passat. Bengry també cita la capacitat existent dels condemnats en virtut de les lleis antihomosexualitat derogades per declarar les seves condemnes gastades.
Aquesta petició va acabar donant lloc a la Llei de policia i crim de 2017, popularment coneguda com la llei Alan Turing, que serveix com a llei d'amnistia per indultar els homes que van ser amonestats o condemnats segons la legislació històrica que prohibia els actes homosexuals i que es va aplicar el 31 de gener de 2017. Com que la llei i el procés de desconsideració només s'apliquen a Anglaterra i Gal·les, grups d'Irlanda del Nord i Escòcia han dut a terme campanyes per obtenir les lleis equivalents a les seves jurisdiccions.

## Polèmica amb la representació de la realitat aThe Imitation Game
Malgrat les bones opinions rebudes tant per part del públic com de la crítica, The Imitation Game va generar també una gran polèmica entre diversos periodistes professionats degut a la caracterització de Turing a la pantalla gran i de diverses escenes que no s'acaben d'ajustar a la realitat històrica de l'època.

### Esdeveniments històrics
- El nom de la màquina d'Enigma "Christopher" en honor de l'amic de la infància de Turing, essent Turing l'únic criptògraf que treballava amb l'invent, mentre que altres no hi ajudaven o s'hi oposaven directament.

En realitat, aquesta màquina electromecànica es deia "Victòria" i va funcionar a partir de la col·laboració dels diferents experts del projecte, no va ser una tasca individual de Turing. Es tractava d’una màquina britànica Bombe, que es va inspirar en part en un disseny del criptoanalista polonès Marian Rejewski. Rejewski va dissenyar una màquina el 1938, anomenada bomba kryptologiczna, que havia desxifrar i trencar una versió anterior de les màquines Enigma d'Alemanya, potenciada des de l'Oficina de xifratge polonesa abans de la Segona Guerra Mundial.
La màquina que Turing va dissenyar el 1940, es va confeccionar amb una estratègia diferent amb una important contribució per part del matemàtic Gordon Welchman, que no es menciona a la pel·lícula, la seva contribució va ser atribuïda a Hugh Alexander. La construcció d'una única màquina, amb Turing que té un paper clau i únic en la construcció.
En realitat es van construir més de 200 Bombes britàniques sota la supervisió de l'enginyer cap Harold Keen de la British Tabulating Machine Company. Cap es va construir a Bletchley Park. L'arc argumental del film s'enfoca en el fet que els criptògrafs britànics es van veure obstaculitzats durant els primers anys de la guerra i després un avenç sobtat els va permetre trencar finalment Enigma.
En realitat, els criptoanalistes polonesos Marian Rejewski, Jerzy Różycki i Henryk Zygalski de l'Oficina de xifratge polonesa havien estat desxifran missatges alemanys d'Enigma des del 1932. El seu esforç va permetre als polonesos construir rèpliques de màquines alemanyes a Varsòvia per al servei secret polonès. Just abans de la guerra, el servei secret polonès va donar a la llum el seu treball als seus aliats francesos i britànics en una reunió secreta els dies 26 i 27 de juliol de 1939, a Pyry, prop de Varsòvia. Milers d’homes i dones estaven treballant en el projecte quan va acabar la guerra el 1945. Els avenços informàtics no van obviar la necessitat de mà d’obra humana, tal com certament sabien els nombrosos equips d’operadors majoritàriament femenins. Al llarg de la guerra, hi va haver avenços i contratemps en moments on el disseny i/o ús de les màquines alemanyes Enigma canviava i els encàrregats de desxifrar els codis de Bletchley Park van haver d'adaptar-se als nous sistemes.

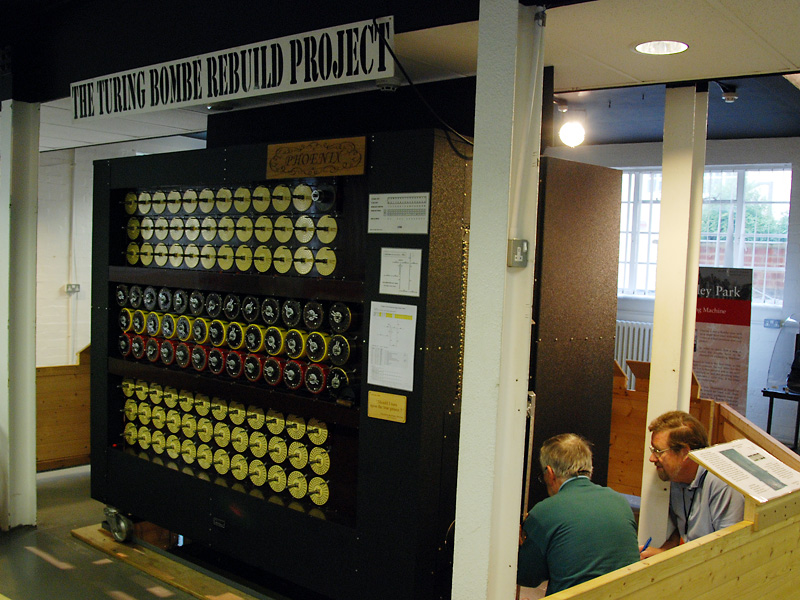
Imatge de la reconstrucció de la màquina de Turing, Christopher a la pel·lícula, al museu de Bletchley Park.

A més, l’avenç que es representa a la pel·lícula dona la impressió que la Bombe es va desenvolupar primer i només va ser efectiva i de veritable utilitat posteriorment, en el moment d'adonar-se que el desxiframent es podria fer més fàcil buscant articles coneguts o continguts especulats en un missatge interceptat, una pràctica coneguda en criptoanàlisi com la utilització d'un bressol. En realitat, el procedimient contrari era el veritable: l'ús de bressols era el model d'atac central sobre el qual es basava el disseny principal de la Bombe, en lloc de ser un pensament posterior al disseny.
- La suggerència que Enigma era l'únic xifratge alemany a Bletchley Park.

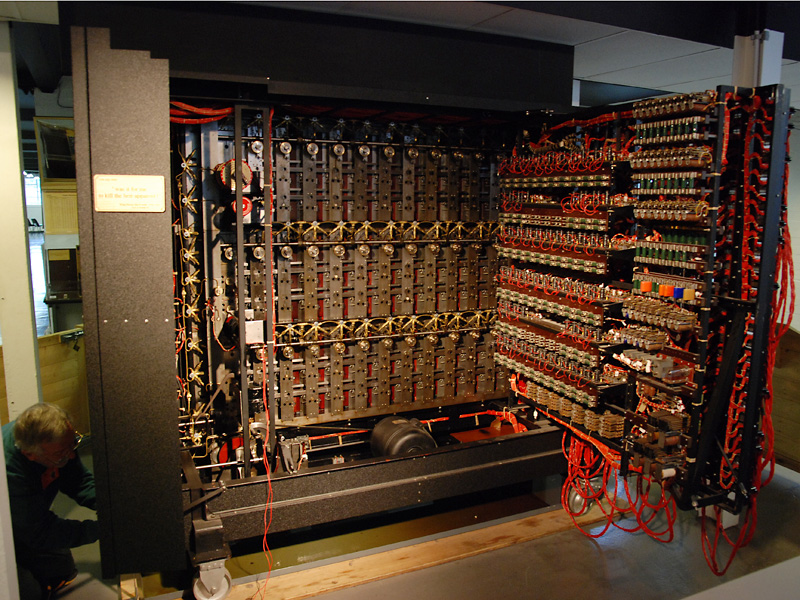
Interior de la máquina de Turing.

La ruptura del xifratge Lorenz, amb el nom de codi "Tunny" (tonyina), va significar possiblement una contribució tan important a la intel·ligència Ultra com el desxifrat d'Enigma, i desxifrar Tunny va ser, en molts aspectes, més difícil. Ni l'esforç de Tunny ni els seus principals col·laboradors, el matemàtic W. T. "Bill" Tutte i l'enginyer elèctric Tommy Flowers, no s'esmenten a la pel·lícula. L'ordinador Colossus que van construir no apareix mencionat pel seu nom a la pel·lícula, tot i que hi ha un suggeriment implícit que Turing n'era el responsable, cosa que no era veritat ja que va ser obra de Flowers.
- L'escena en què l'equip de Hut 8 decideix no utilitzar els codis desxifrats per a aturar una incursió alemanya contra un comboi americà, on el germà d’un dels criptoanalistes (Peter Hilton) està servint, per amagar el fet que han desxifrat el codi.

Aquesta escena que suposa un punt d'inflexió en el film, en realitat, Hilton no tenia aquest germà i les decisions sobre quan i si s'utilitzaven dades de la intel·ligència Ultra es van prendre des de alts càrregs administratius, des del seu rang no podien pendre aquesta classe de decisions.
- La seqüència en què Turing escriu una carta a Churchill per aconseguir el control del projecte i obtenir finançament per a la màquina de desxifratge.

En realitat, Turing no era l'únic a realitzar la petició. La carta es va realitzar en nom de diversos col·legues, inclòs Hugh Alexander, els quals van escriure una carta a Churchill (qui anteriorment ja havia visitat als criptoanalistes) per intentar enviar més recursos administratius a Bletchley Park, cosa que Churchill va fer immediatament.
Turning tampoc va acomiadar a dos dels col·laboradors del projecte degut a la intervenció del primer ministre, fet que mostra el film però que en realitat mai es va arribar a produir.
- La contractació de Joan Clarke com a resultat d'un examen després de resoldre un mots encreuats en un diari.

En realitat, Joan Clarke va ser reclutada pel seu antic supervisor acadèmic, Gordon Welchman, al Government Code and Cypher School (GC&CS). Bletchley Park va utilitzar els trencaclosques en el reclutament, però ni Turing ni Clarke mai van estar involucrats amb ells.

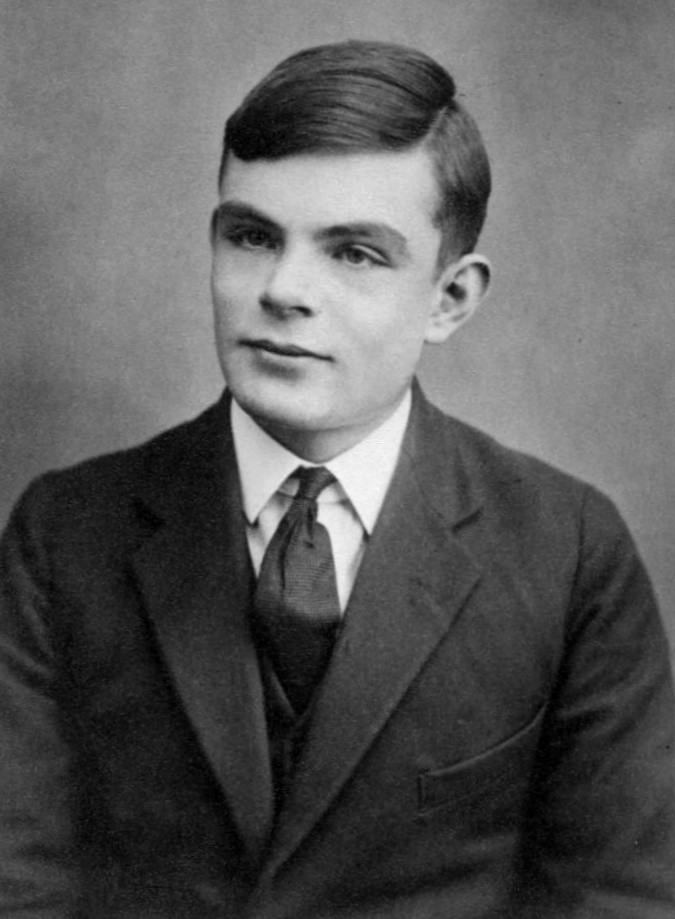
Alan Turing amb 16 anys.

### Personalitat i vida privada de Turing
Es mostra Turing amb un cert síndrome d'Asperger o alguna tipologia d'autisme. Tot i que Turing va ser descrit pels seus companys com una persona «excèntrica i maniàtica», i certs experts han intentat fer un diagnostic de la seva personalitat, mai va arribar a assolir el nivell de la pel·lícula, on se'l presenta com un home pràcticament dèspote i completament incapaç de relacionar-se amb les persones del seu entorn. De fet, segons les cròniques dels seus companys de treball, Turing era una persona amb molt bon sentit de l'humor amb qui es podia mantenir una relació amistosa molt agradable.
La seqüència on Turing és arrestat el 1951 com a sospitós de ser un espia soviètic, moment en el qual es descobreix la identitat sexual del protagonista. Turing va ser arrestat el 1952, el detectiu de la pel·lícula i la entrevista és un personatge fictici. Turing va ser investigat per la seva homosexualitat després d'un robatori a casa seva, mai va ser investigat per espionatge.

El personatge de John Cairncross, un possible espia soviètic i possible "cinquè home" del Cercle de Cambridge que formava part de la unitat de criptografia encapçalada per Turing. En realitat, per molt que Cairncross si que treballés a la mateixa zona que Alan Turing durant la Segona Guerra Mundial, Bletchley Park, mai va formar part de la mateixa unitat.

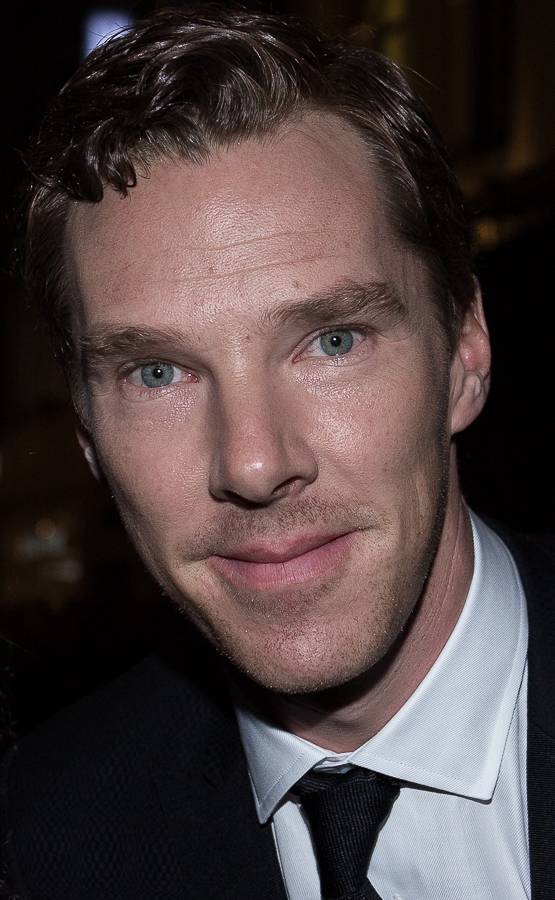
Benedict Cumberbatch (2014), actor que interpreta a Alan Turing.

La sorprenent mort de Christopher Morcom durant la infància de Alan Turing. Malgrat que Alan Turing es va veure evidentment afectat per la mort d'un dels seus companys de classe, en realitat ja havia estat advertit pels seus professors que aquest esdeveniment podia arribar a produir-se, mentre que al film és mostrar com un fet sorprenent i del tot inesperat per al protagonista.
La representació cinematogràfica de la relació matrimonial entre el personatge interpretat per Cumberbatch i la seva dona, interpretada per Keira Knightley. Aquesta realació que mostra el film ha estat titllada pel mateix nebot de Turing de "romantitzada" en comparació a la vida real.
Es mostra com Turing va perdent facultats psicològiques a causa del tractament hormonal. A la vida real Alan va conservar aquestes facultats i gràcies a això va dur a terme importants avenços científics en l'àmbit de la biologia matemàtica.
Afirmació final sobre el suïcidi d'Alan Turing un any després de seguir el tractament hormonal. En realitat, la causa de mort de Turing és un debat sense una clara resposta. El tractament de castració química va acabar catorze mesos abans de la seva mort. En l'informe de les causes de la mort s'especifica com es va suïcidar a partir de la consumició d'una poma amb cianur. Andrew Hodges, el biògraf de Turing, creu que la seva mort de fet va ser un suïcidi, recreant la poma enverinada de la Blancaneu, el conte preferit de Turing, història amb una carta ambigüitat per fer creure a la mare de Turing que havia mort per accident. Tot i això, Jack Copeland, l'editor dels volums del treball de Turing i el director de l'arxiu històric del criptògraf, va suggerir que la mort podia haver sigut accidental, causada pels gasos de cianur produïts per un experiment a la seva sala d'estar, una teoria que va ser poc investigada.

## Premis i nominacions
| Premi                           | Categoria                   | Receptor                            | Resultat  |
| ------------------------------- | --------------------------- | ----------------------------------- | --------- |
| Premis British Independent Film | Millor pel·lícula           | The Imitation Game                  | Nominat   |
| Premis British Independent Film | Millor actor                | Benedict Cumberbatch                | Nominat   |
| Premis British Independent Film | Millor actriu               | Keira Knightley                     | Nominat   |
| Premis British Independent Film | Millor guió                 | Graham Moore                        | Nominat   |
| Globus d'Or                     | Millor pel·lícula dramàtica | The Imitation Game                  | Nominat   |
| Globus d'Or                     | Millor actor                | Benedict Cumberbatch                | Nominat   |
| Globus d'Or                     | Millor actriu secundària    | Keira Knightley                     | Nominat   |
| Globus d'Or                     | Millor guió                 | Graham Moore                        | Nominat   |
| Globus d'Or                     | Millor banda sonora         | Alexandre Desplat                   | Nominat   |
| Premis Oscar                    | Millor pel·lícula           | The Imitation Game                  | Nominat   |
| Premis Oscar                    | Millor director             | Morten Tyldum                       | Nominat   |
| Premis Oscar                    | Millor actor                | Benedict Cumberbatch                | Nominat   |
| Premis Oscar                    | Millor actriu secundària    | Keira Knightley                     | Nominat   |
| Premis Oscar                    | Millor guió adaptat         | Graham Moore                        | Guanyador |
| Premis Oscar                    | Millor disseny de producció | Maria Djurkovic i Tatiana MacDonald | Nominat   |
| Premis Oscar                    | Millor montatge             | William Goldenberg                  | Nominat   |
| Premis Oscar                    | Millor banda sonora         | Alexandre Desplat                   | Nominat   |